# Levanger
Levangerⓘ ist eine norwegische Stadt und Kommune in Trøndelag. Das Zentrum hat seit 1836 Stadtrechte. Bei der Kommunalreform 1962 verlor Levanger diese vorübergehend, erhielt sie aber zum 1. Januar 1997 wieder.

## Geschichte

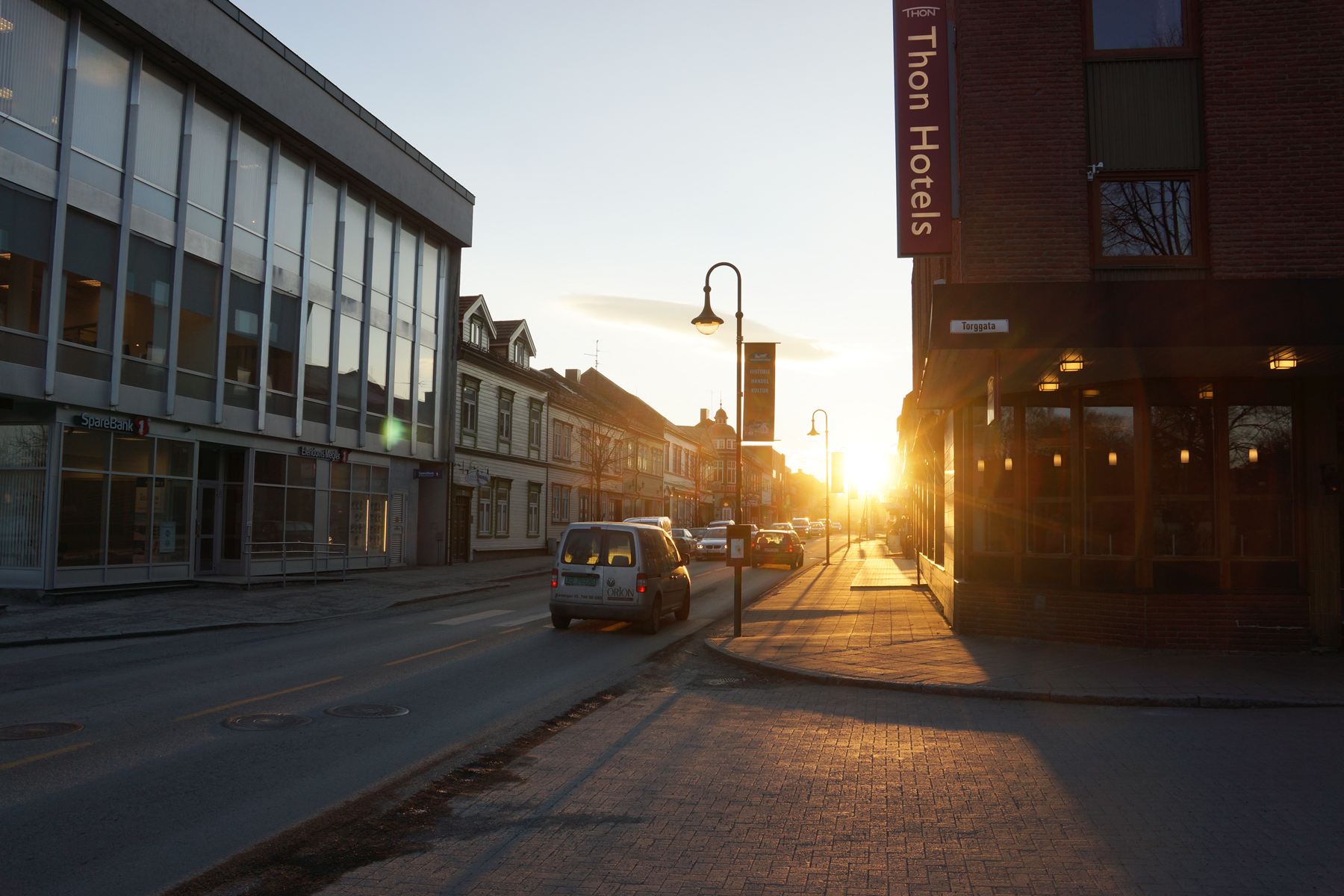
Die Kirkegata in Levanger, Januar 2014

Levanger war ein früher Umschlagplatz für den Warenaustausch zwischen den Leuten aus Jämtland (Schweden) und den Nordmännern. Die Leute aus Jämtland brachten Eisen, Korn, Häute und Felle und tauschten dafür Trockenfisch, Salzhering und Fernhandelswaren ein, die aus Trondheim herangeschafft wurden.
1846 legte ein Großbrand 110 von 133 Häusern in Asche; 1877 brannten 113 von 136 Häusern ab, und 1897 waren es 104 von 133 Häusern. Der Wiederaufbau nach diesem letzten Großbrand prägt bis heute das Stadtbild.
Bis ungefähr 1885 stand Levanger auf dem Großgrundbesitz von H.S. Jelstrup. Dann kaufte die Kommune das Areal von ihm.
In Levanger gibt es seit jeher zwei Jahrmärkte, den März-Jahrmarkt im Februar/März und den Levanger-Jahrmarkt im Juli/August. Beim März-Jahrmarkt wird an einem Abend in der ganzen Stadt die öffentliche Beleuchtung ausgeschaltet, und die Bevölkerung sammelt sich zu einem festlichen Fackelzug auf dem Marktplatz. Erstmals 1530 erwähnt, dürfte die Tradition tatsächlich noch weiter zurückreichen.
Die Stadt ist Mitglied der Cittàslow, einer 1999 in Italien gegründeten Bewegung zur Entschleunigung und zur Erhöhung der Lebensqualität in Städten.

## Persönlichkeiten
- Peter Hanning Motzfeldt (1774–1835), Beamter und Inspektor von Grönland
- Martin Aagaard (1863–1913), Marinemaler
- Helge Klæstad (1885–1965), Jurist
- Ole Berg (1890–1968), Generalleutnant des Heeres
- Henry Oliver Rinnan (1915–1945), Kriegsverbrecher und Kollaborateur im Zweiten Weltkrieg
- Bjørn Johansen (* 1938), Radrennfahrer
- Gunhild Øyangen (* 1947), Politikerin
- Knut Knudsen (* 1950), Radsportler
- Marit Breivik (* 1955), Handballtrainerin
- Per Sandberg (* 1960), Politiker
- Sture Sivertsen (* 1966), Skilangläufer
- Tina Svensson (* 1966), Fußballspielerin
- Minna Nystedt (* 1967), Eisschnellläuferin
- Heidi Sørensen (* 1970), Naturschützerin und Politikerin
- Brede Hovland (* 1973), Produzent und Schauspieler
- Robert Eriksson (* 1974), Politiker
- Frode Haltli (* 1975), Musiker
- Lars Berger (* 1979), Biathlet und Skilangläufer
- Arnhild Holmlimo (* 1983), Handballspielerin
- Johan Kjølstad (* 1983), Skilangläufer
- Marte Elden (* 1986), Skilangläuferin
- Espen Jørstad (* 1988), Pokerspieler
- Andreas Stjernen (* 1988), Skispringer
- Silje Katrine Svendsen (* 1990), Handballspielerin
- Karoline Røstad (* 1995), Skispringerin
- Lotte Lie (* 1995), norwegisch-belgische Biathletin
- Sara Rønningen (* 1996), Handballspielerin